# Bohém Ragtime Jazz Band
A Bohém Ragtime Jazz Band 1985-ben alakult eMeRTon-díjas kecskeméti zenekar, a magyar jazzélet fontos szereplője, repertoárjuk felöleli a klasszikus jazz minden ágát a ragtime-tól a New Orleans-i jazzen és a dixielanden át a swingig. Számottevő magyar repertoárjuk is van, részben a két világháború közti slágerekből, részben saját számokból. Rendszeresen szerepelnek külföldön, sokszor játszanak vendégszólistákkal. 1992-től a Nemzetközi Bohém Ragtime & Jazz Fesztivál, 2016-tól pedig a JAZZFŐVÁROS fesztivál házigazda zenekara.

## A zenekar tagjai
• Ittzés Tamás – zongora, hegedű, ének, zenekarvezető

• Lebanov József – trombita

• Mátrai Zoltán – klarinét, szoprán-, alt- és tenorszaxofon, fuvola

• Korb Attila – harsona, trombita, zongora, szárnykürt, szopránharsona, szaxofonok, ének

• Lázár Miklós – hegedű, ének

• Hegedüs Csaba – bendzsó, gitár

• Török József – tuba, bőgő

• Falusi Alfréd – dob

## Részletesebb leírás
A Bohém Ragtime Jazz Band nyolc tagjának több, mint húsz hangszere van, s ráadásul mindegyiken játszanak is. És akkor még a zenecsinálásra alkalmas hangszerszerű tárgyakat nem említettük, az éneklésről és az alkalmankénti táncraperdülésről nem is beszélve. A játszott stílusok száma a hangszerekével vetekszik. Koncertjeik a tízes-húszas-harmincas évek Amerikáját idézik, a zenén kívül mókával, bohémsággal. A régi magyar számok pedig a boldog békeidők Budapestjének hangulatát hozzák vissza. Ideális kikapcsolódás minden korosztálynak az óvodástól a dédnagymamáig. (Dédnagypapák se maradjanak otthon!) A Bohémek a világ szinte összes nagy tradicionális jazzfesztiválján megfordultak már, Berlintől Oslóig, Drezdától Bredáig, Poritól Montreux-ig, Asconától Bude-ig és Riminitől Sacramentóig. Rendszeresen játszanak vendégsztárokkal. Koncertjeiket európai és amerikai televízió- és rádióállomások közvetítették, eddig megjelent Albumaik felvételei is rendszeresen hallhatók jazzműsorokban világszerte. A Nemzetközi Bohém Ragtime & Jazz Fesztiválokat 1992 óta szervezik.

## Fontosabb fellépések
Rendszeresen fellépnek külföldi fesztiválokon és jazzklubokban, játszottak Európa legtöbb országában, az Egyesült Államokban és Kanadában. Néhány fontosabb fesztiválfellépés:

Anglia: Bude, Whitley Bay, Marlborough, Keswick

Ausztria: Dornbirn, Graz, Salzburg-Anif

Csehország: Preřov

Dánia: Silkeborg, Gilleleje, Slangerup

Finnország: Pori Jazz

Franciaország: Nimes, Sainte Maxime, St-Raphaël

Görögország: Corinthos Jazz Festival

Hollandia: Arnhem, Breda Jazz Festival, Delft, Delfzijl, Geleen, ‘s-Hertogenbosch, Tilburg Jazz Meeting

Horvátország: Varaždin

Kanada: Toronto

Lengyelország: Szcziawnica

Németország: Berlin Dixieland Festival, Bingen Swingt, Dissen, Dresden Dixieland Festival, Düsseldorfer Jazz Rally, Gelsenkirchener Jazz Tage, Gronau Jazz Fest, Hameln, Hannover, Ingolstadt, Köln, Leverkusener Jazz Tage, Münster, Oestrich-Winkel, Rüsselsheim, Stuttgarter Dixieland Jubilee, Vilshofen Jazz Festival, Wolfsburg

Norvégia: Oslo Jazz Festival

Olaszország: Rimini, Udine

Románia: Bukarest, Csíkszereda, Garana, Kolozsvár, Sepsiszentgyörgy

Svájc: Ascona, Biel, Davos, Meilen, Montreux

Svédország: Helsingborg

Szerbia: Nišville Jazz Festival (Niš)

Szlovákia: Pezinok

USA: Sacramento Jazz Festival (Sacramento, CA), San Jose/CA, Santa Nella/CA, Scott Joplin Ragtime Festival (Sedalia, MO)

## Vendégszólisták
A zenekar rendszeresen lép fel vendégszólistákkal, valamint táncosokkal (Janicsek Gábor swingtánc-világbajnok, Bóbis László sztepptánc-világbajnok, Pirovits Árpád sztepptánc-világbajnok stb.), alább néhány név a külföldi vendégszólistáik közül:

Joe Murányi/USA – klarinét (Louis Armstrong All Stars)

Zeke Zarchy/USA – trombita (Benny Goodman Orchestra, Tommy Dorsey Orchestra, Artie Shaw Orchestra, Glenn Miller Orchestra, Frank Sinatra Big Band)

George Kelly/USA – tenorszaxofon (Savoy Ballroom Orchestra)

Paul Asaro/USA – zongora

Butch Thompson/USA – zongora, klarinét

Bob Barnard/Ausztrália – trombita

Herbert Christ/Németország – trombita

Matthias Seuffert/Németország – klarinét, szaxofon

Jonathan Russell/USA – hegedű

Steven Mitchell/USA – ének, tánc

Scott Robinson/USA – klarinét, tenorszaxofon, tárogató, kornett

Catherine Russell (USA) – ének

## Albumok
1. Original Rags (1989) LP

2. The Right One (1991) MC

3. Just A Closer Walk With Thee (1992) MC, LP, CD

4. Hungarian Rag (1994) MC, CD

5. 10 éves születésnapi koncert (1995) MC

6. Some Of These Days (1996) CD

7. Early Hungarian Jazz (1997) CD

8. Best of Bohém 1.: BRJB with American aces (1999) CD

9. Best of Bohém 2.: From ragtime to ragtime

10. Éjjel az omnibusz tetején (2001) CD

11. What A Wonderful Bohém World! (2002) CD

12. Bohém live! (2003) CD

13. Strike Up The Band (2005) CD

14. Bohém Ragtime Jazz Band Live! (2008) CD

15. Sound of New Orleans (2008) CD

16. Live in Ascona (2009) DVD

17. A Brooklyn-hídtól a Lánchídig (2010) DVD

18. Bohém Complete 1985-2010 (2011) 12 db CD

19. Tico-tico/Bohém Trio+1 (2011) CD

20. Everybody Loves My Baby (2013) DVD

21. Original Rags (2013) CD, DVD

22. La femme fatale (2015) DVD

23. Best of Bohém 30 vol. 1.: The Bohéms play Magyar (2015) CD

24. Best of Bohém 30 vol. 2.: The Bohéms play American (2015) CD
A fenti önálló albumokon kívül a zenekar szerepel még számos antológián, fesztiválválogatáson, könyvmellékletben (CD-k, DVD-k).

## Díjak
1994 és 1995: Magyarországi Dixieland Zenekarok Versenye, Salgótarján I. díj

2002: eMeRTon-díj (Az év jazzegyüttese)

2010: Bács-Kiskun megyei Prima-díj (Magyar zeneművészet kategória)

## Kritikák, vélemények
"Egy csapat csodálatos és dinamikus zenész, akiket nézni és hallgatni egyaránt élvezet."
(Mimi Blais, ragtime-zongorista, Montreal, Kanada)

"Csodálatos volt a színpadon ilyen nagyszerű zenészekkel és vidám fiúkkal játszani – büszke lehetsz rájuk!"
(Bob Barnard trombitás, Sydney, Ausztrália)

"A XXI. század szétfolyó érték(v)iszonyai között a Bohém zavarba ejtő iskolapéldát mutat ártatlanság, vitalitás és optimizmus című tantárgyakból; a neurotikus fél világnak orvosilag kellene őket felírni."
(Matisz László szakíró-szerkesztő, Gramofon)

"Hangszereléseik stílushűek és brilliánsan ötletesek. A zenekar erőteljes, tiszta, lendületes hangzása Amerika legjobb ragtime együtteseivel teszi őket egyenrangúvá."
(CBMR Digest, Chicago)

"Valójában a Bohém fiúk játszanak úgy, mint bárki, aki New Orleansban próbálkozik hasonlóval."
(Riverfront Times, St. Louis)

"Tökéletesen egységes zenekar, ahol mindenki virtuózan uralja hangszerét. És ez nem csupán a közös, harmonikus együttjátékoknál mutatkozik meg, hanem számtalan csodálatos szólóban is."
(Kölner Rundschau)

"Tiszta, élénk, lendületes előadásmódjával az együttes felülmúlja a legtöbb általam hallott amerikai zenekart."
(The Rag Times, California)